# Alice Lee (Mathematikerin)

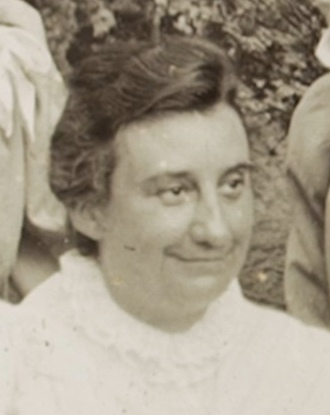
Alice Lee

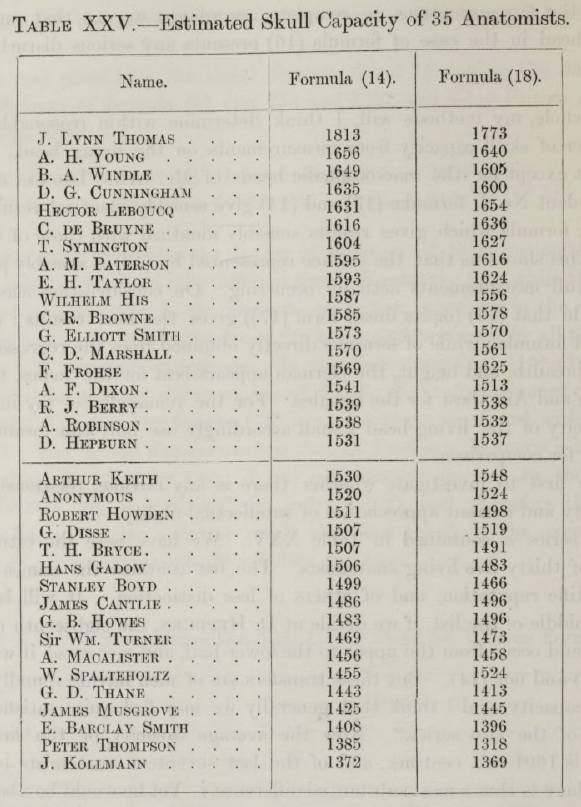
Alice Lee - Geschätzte Schädelkapazität von 35 Anatomisten (aus „A first study of the correlation of the human skull“)

 Alice Elizabeth Lee (* 28. Juni 1858 in Dedham (Essex), East of England; † 5. Oktober 1939 in Rustington, Vereinigtes Königreich) war eine britische Mathematikerin und Hochschullehrerin. Sie war eine der ersten Frauen, die 1884 ihren Abschluss an der Universität London erhielt. Sie wies mit ihren Untersuchungen nach, dass die Korrelation zwischen Schädelkapazität und Geschlecht kein Zeichen für eine größere Intelligenz bei Männern im Vergleich zu Frauen war.

## Leben und Werk
Lee war die dritte von fünf Töchtern von Matilda Wrenn und William Lee. Sie studierte von 1876 bis 1884 am Bedford College, was derzeit ein Frauencollege der Universität London war, und besuchte dort von 1879 bis 1880 den ersten Mathematikkurs. Sie war eine der ersten Frauen, die an der Universität London 1884 den Bachelor of Science Abschluss und 1885 den Bachelor of Arts erwarb. Anschließend unterrichtete sie bis 1916 am Bedford College, zunächst als Dozentin für Mathematik und Physik, von 1892 bis 1894 arbeitete sie für kostenlose Verpflegung und Unterkunft und unterrichtete auch Griechisch und Latein.
Ab 1895 besuchte sie die Statistikvorlesungen von Karl Pearson am University College London und interessierte sich für seine Anwendung statistischer Methoden auf die Evolutionsbiologie. Unter seiner Leitung untersuchte sie die Variation der Schädelkapazität beim Menschen und ihrer Korrelation mit der intellektuellen Fähigkeit. Sie untersuchte hierzu Studentinnen vom Bedford College, Angehörige einer männlichen Fakultät am University College und angesehene männliche Anatomen. Die Individuen in den drei Gruppen wurden in der Reihenfolge abnehmender Schädelgröße eingestuft und namentlich identifiziert. Lee berechnete die Schädelkapazität aus den anatomischen Messungen. Die Studie zeigte, dass es keine Korrelation zwischen Schädelgröße und Intelligenz gab. Sie schloss ihre Dissertation 1899 ab und ihre Ergebnisse sorgten für erhebliche Kontroversen. Es war derzeit eine anerkannte Theorie in der Kraniometrie, dass die Gehirnleistung mit der Größe zunahm, daher war die Schädelkapazität ein Maß für die geistige Leistungsfähigkeit. Infolgedessen glaubte man, dass Männer, die im Allgemeinen größere Köpfe als Frauen hatten, geistig überlegen waren. Lees Studie wurde von ihren Prüfern und dem Eugeniker Francis Galton, der die Originalität und die wissenschaftliche Qualität ihrer Arbeit infrage stellte, erheblich kritisiert.  Pearsons Intervention bewirkte, dass Lee schließlich 1901 promoviert wurde. 1902 veröffentlichte Pearson zwei Artikel, die auf die Kritik antworteten, die an den Ergebnissen von Lees Studie geäußert worden war.
Ab 1892 arbeitete Lee in Pearsons biometrischem Labor und erhielt nach einiger Zeit ein Gehalt von £ 90 im Jahr, wofür sie drei Tage in der Woche arbeitete. Zu ihren Aufgaben gehörten das Reduzieren von Daten, das Berechnen von Korrelationskoeffizienten, das Erstellen von Histogrammen und Balkendiagrammen, das Berechnen neuer Arten von Chi-Quadrat-Verteilungsstatistiken und sie war zusätzlich als Laborsekretärin tätig. Pearson finanzierte ihr Gehalt durch ein Stipendium, mit dem er auch die Mathematikerinnen Beatrice Cave-Browne-Cave und Frances Cave-Browne-Cave als  menschliche Computer einstellte.  Lee wurde so bis 1907 finanziert und führte dann ihre Lehrtätigkeit sowie Laborarbeiten in ihrer Freizeit oder auf freiwilliger Basis in Pearsons Labor bis 1916 durch.
Während ihrer Arbeit im Labor hatte Lee begonnen, ihre eigenen Forschungsprojekte zu verfolgen. Sie veröffentlichte vier Artikel in ihrem eigenen Namen und trug zu 26 weiteren bei.  Zweimal lehnte sie es ab, als Mitautorin eines von Pearson veröffentlichten Papiers aufgeführt zu werden, mit der Begründung, sie habe nur die Berechnungen durchgeführt. Für ihre Dissertation hatte sie ein statistisches Modell entwickelt, das das Schädelvolumen lebender Menschen anhand externer Schädelmessungen schätzte. Ihre Forschungen zur statistischen Analyse der Variation innerhalb von Arten, einem Zweig der Evolutionsbiologie, setzte sie bis 1910 fort und veranlassten sie, eine Reihe von Artikeln ab 1902 in der Zeitschrift Biometrika zu veröffentlichen. Ihre Arbeit trug auch zur Erstellung tabellarischer Funktionen bei, die häufig von zeitgenössischen Statistikern und Biologen verwendet wurden. Ihre erste und zweite Veröffentlichung zu tabellarischen Funktionen wurde 1896 und 1899 in den Berichten der British Association for the Advancement of Science veröffentlicht. Spätere Arbeiten zu diesem Thema wurden zwischen 1914 und 1927 in Biometrika veröffentlicht.
Während des Ersten Weltkriegs übernahm Lee statistische Arbeiten für die Regierung. Von 1916 bis 1918 berechnete sie auch Granatenbahnen und erstellte Tabellen aller Art für die Flugabwehr-Experimentierabteilung der Abteilung für Munitionserfindungen.
Als sie in den Ruhestand ging, beantragten 1923 Pearson und Margaret Tuke, die frühere Direktorin des Bedford College, beim Innenministerium eine Rente für sie, da ihr Gehalt am Bedford College immer sehr gering gewesen war und das Rentensystem für sie nicht zutraf. Pearson betonte ihren beträchtlichen Forschungsbeitrag und ihre Verdienste um die wissenschaftliche Arbeit. Lee erhielt eine Rente von £ 70 pro Jahr. Sie starb 1939 im Alter von 81 Jahren.

## Veröffentlichungen (Auswahl)
- Data for the problem of evolution in man: A first study of the correlation of the human skull. Philosophical Transactions of the Royal Society. London, 1901, S. 255–264[3].
- mit K. Pearson: Mathematical contributions to the theory of evolution: On the relative variation and correlation in civilized and uncivilized races. Proceedings of the Royal Society, 61, 1897, S. 343–57.
- mit K. Pearson:  Mathematical contributions to the theory of evolution—VIII. On the Inheritance of characters not capable of exact quantitative measurement. Philosophical Transactions, 195A, 1901, S. 79–150.
- mit K. Pearson: On the laws of inheritance in man. Biometrika, 2, 31903, S. 57–462.
- mit K. Pearson, L. Bramley-Moore: Mathematical contributions to the theory of evolution: VI Genetic (reproductive) selection: Inheritance of fertility in man, and of fecundity in Thoroughbred race-horses, Philosophical Transactions, 192A, 1899, S. 257–330[4].